# Wojcieszów Górny
Wojcieszów Górny – stacja kolejowa w Wojcieszowie, w Polsce, w województwie dolnośląskim, w powiecie złotoryjskim.